# Hoàng Ngọc Diêu
Hoàng Ngọc Diêu (1925 – 18 tháng 10 năm 2020), là một sĩ quan cấp cao trong Quân đội nhân dân Việt Nam, hàm Trung tướng, nguyên Tổng cục trưởng Tổng cục Hàng không dân dụng, Cục phó Cục Tác chiến Bộ Tổng Tham mưu, Phó Tư lệnh kiêm Tham mưu trưởng Quân chủng Phòng không Không quân

## Thân thế và sự nghiệp
Ông sinh ngày 3 tháng 5 năm 1925, quê ở xã Phong Hiền, huyện Phong Điền, tỉnh Thừa Thiên Huế

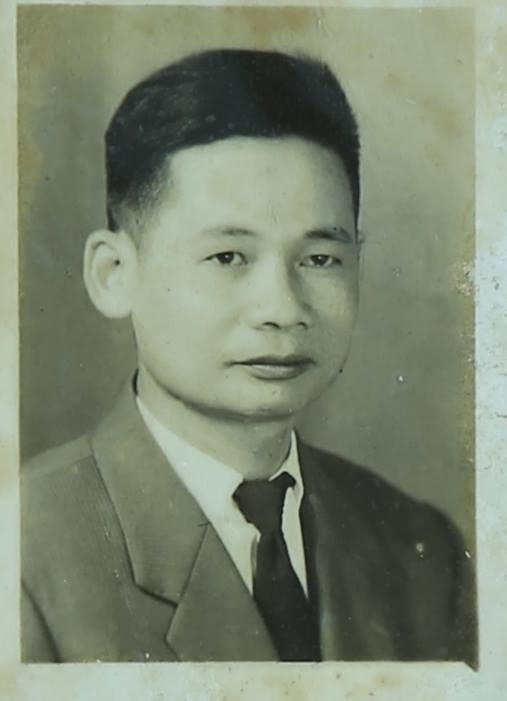
Hoàng Ngọc Diêu lúc trẻ

Tham gia Cách mạng tháng 6 năm 1945 là Chủ nhiệm Việt Minh tổng Hiền Lương, huyện Phong Điền, tỉnh Thừa Thiên.
Tháng 8 năm 1945, ông tham gia giành chính quyền tại địa phương, là Ủy viên Ban chấp hành Việt Minh rồi Bí thư cứu quốc huyện Phong Điền.
Tháng 4 năm 1946, ông nhập ngũ và là đội trưởng Đội cảm tử Huế thuộc Trung đoàn Trần Cao Vân. 
Tháng 5 năm 1947, ông là đại đội trưởng Đại đội 3 Tiểu đoàn 16 Trung đoàn Trần Cao Vân.
Tháng 6 năm 1948, theo học lớp bổ túc sơ cấp của Bộ Quốc phòng.

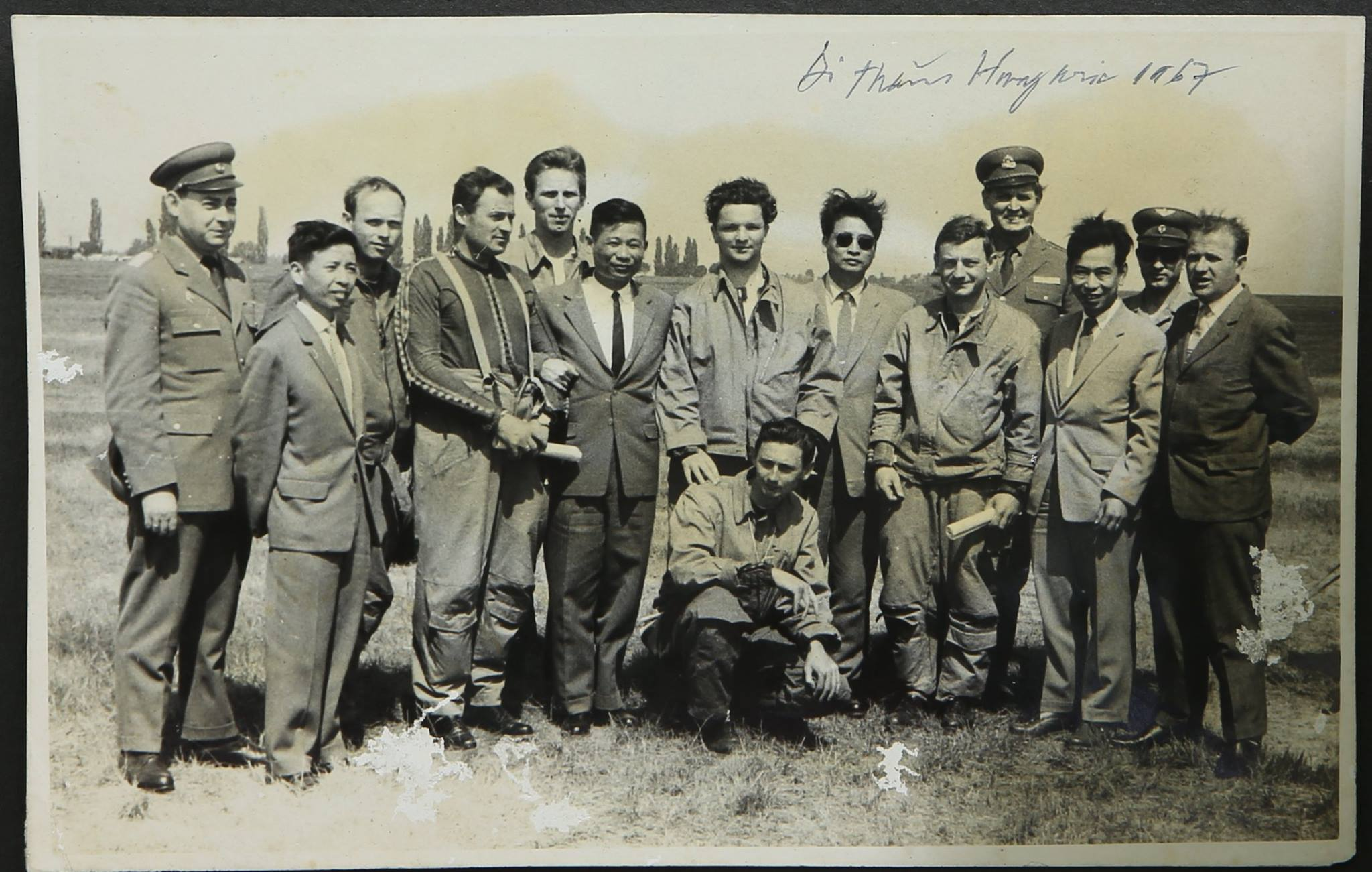
Hoàng Ngọc Diêu tại Hungary 1967 (thứ 3 từ trái sang hàng đầu)

Tháng 1 năm 1950, tiểu đoàn phó Tiểu đoàn rồi Tiểu đoàn trưởng Tiểu đoàn 238 Trung đoàn 101 (11.1950).
Tháng 3 năm 1951, Tham mưu trưởng Trung đoàn 101 Sư đoàn 325.
Tháng 12.1951, Tiểu đoàn trưởng Tiểu đoàn 319 Trung đoàn 101.

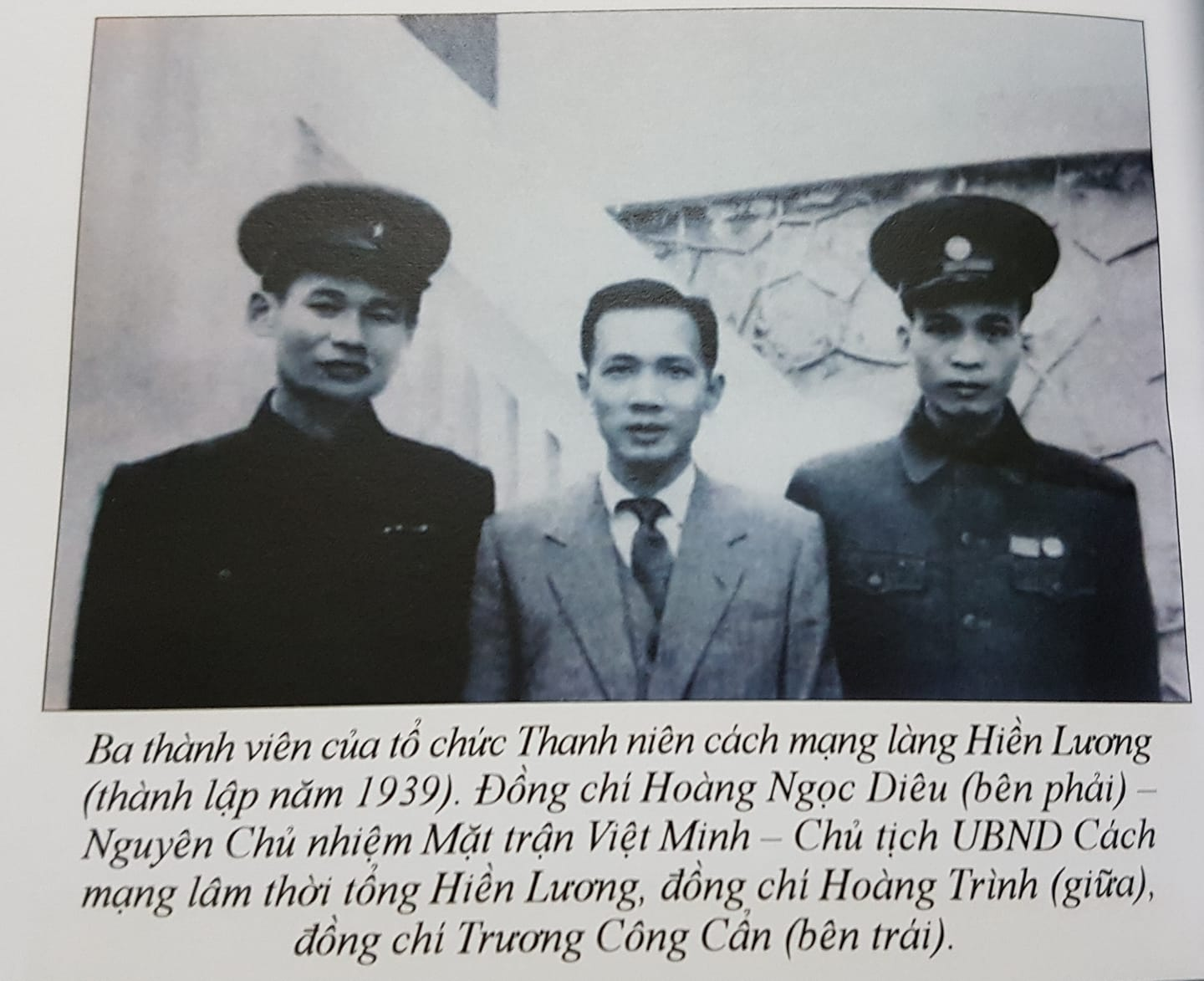

Tháng 12 năm 1952, ra học lớp chỉnh huấn khóa 7 ở Bộ Quốc phòng.
Tháng 4 năm 1953, trưởng Ban Tác huấn Sư đoàn 325.
Tháng 10 năm 1953, Trung đoàn phó rồi Trung đoàn trưởng Trung đoàn 101 Đại đoàn 325 (Trị Thiên Huế) (12.1954). 
Tháng 2 năm 1955, ông là Trưởng phòng Kế hoạch Ban nghiên cứu sân bay rồi Tham mưu trưởng Cục Không quân.

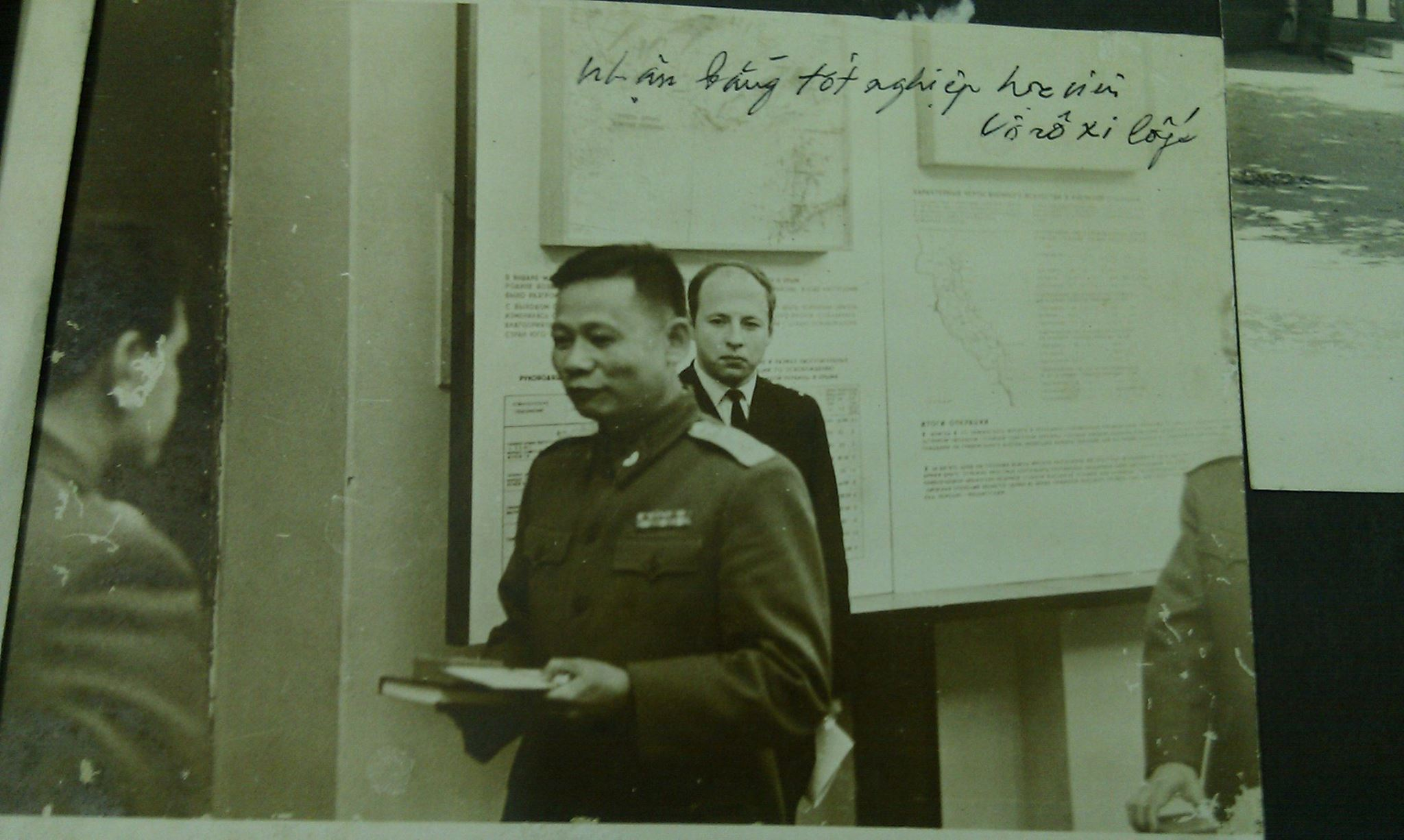
Nhận bằng tại Học viện Voroshilov

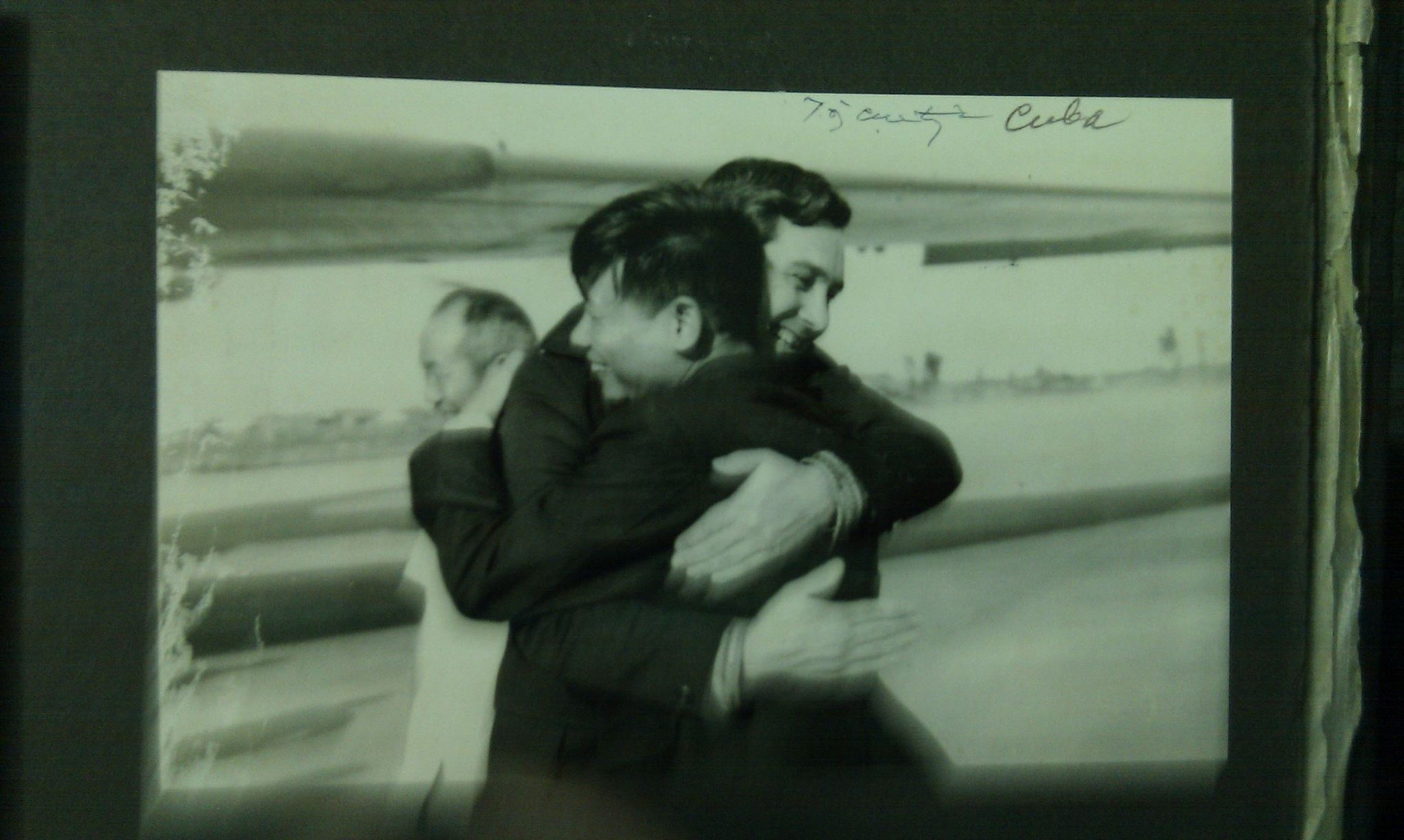
Hoàng Ngọc Diêu gặp Cục trưởng cục hàng không dân dụng Cuba

Tháng 2 năm 1960, đi học tại Học viện Không quân Bắc Kinh, Trung Quốc. 
Tháng 10 năm 1963 ông được bổ nhiệm làm Tham mưu phó thứ nhất Bộ Tư lệnh Phòng không Không quân.

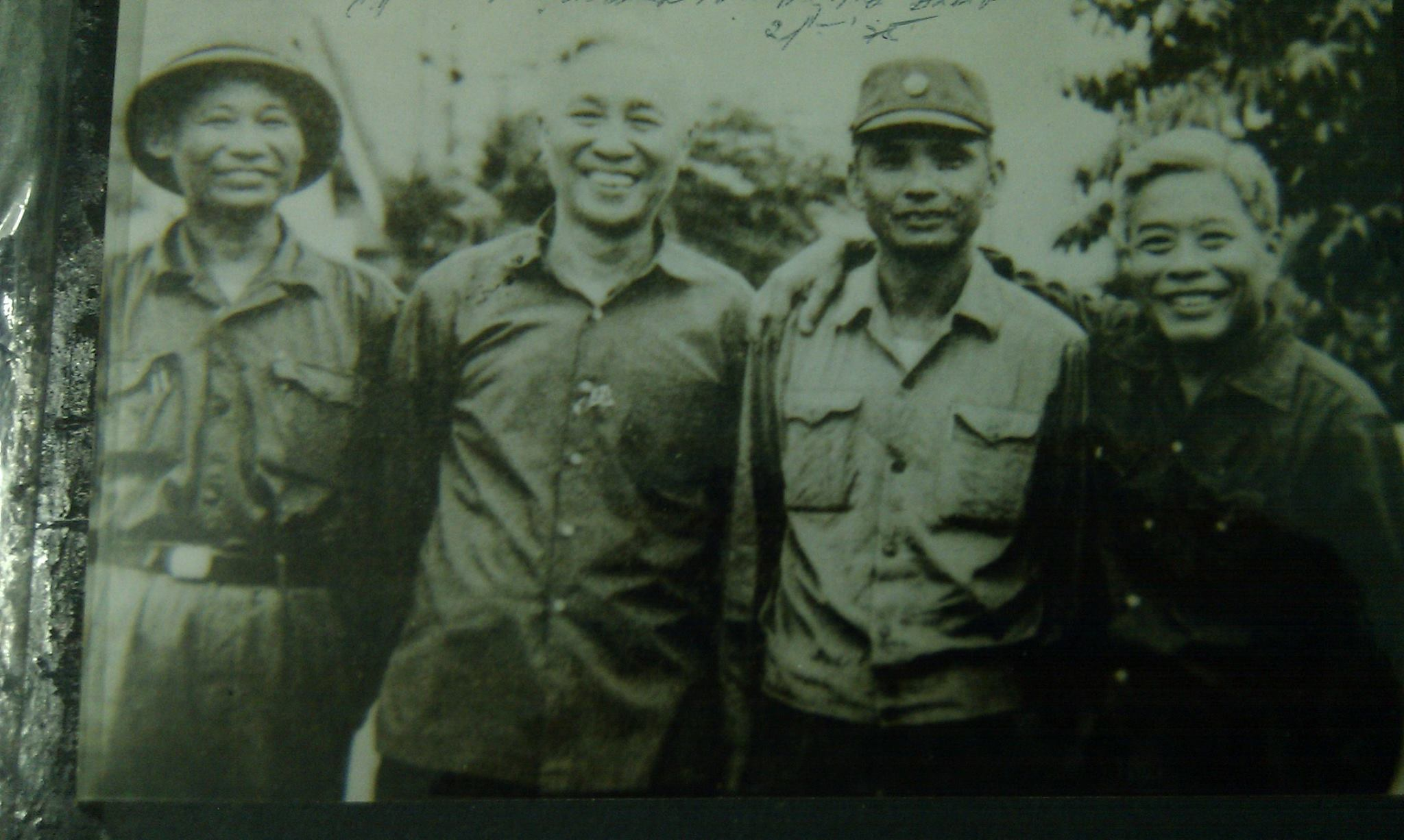
Hoàng Ngọc Diêu và Đại tướng Lê Trọng Tấn (Đầu tiên từ trái sang) trong chiến dịch Hồ Chí Minh 1975.

Tháng 1 năm 1966, Tham mưu trưởng Không quân trực thuộc Quân chủng Phòng không Không quân

Tháng 3 năm 1967, Phó Tư lệnh kiêm Tham mưu trưởng Bộ Tư lệnh không quân Quân chủng Phòng không Không quân

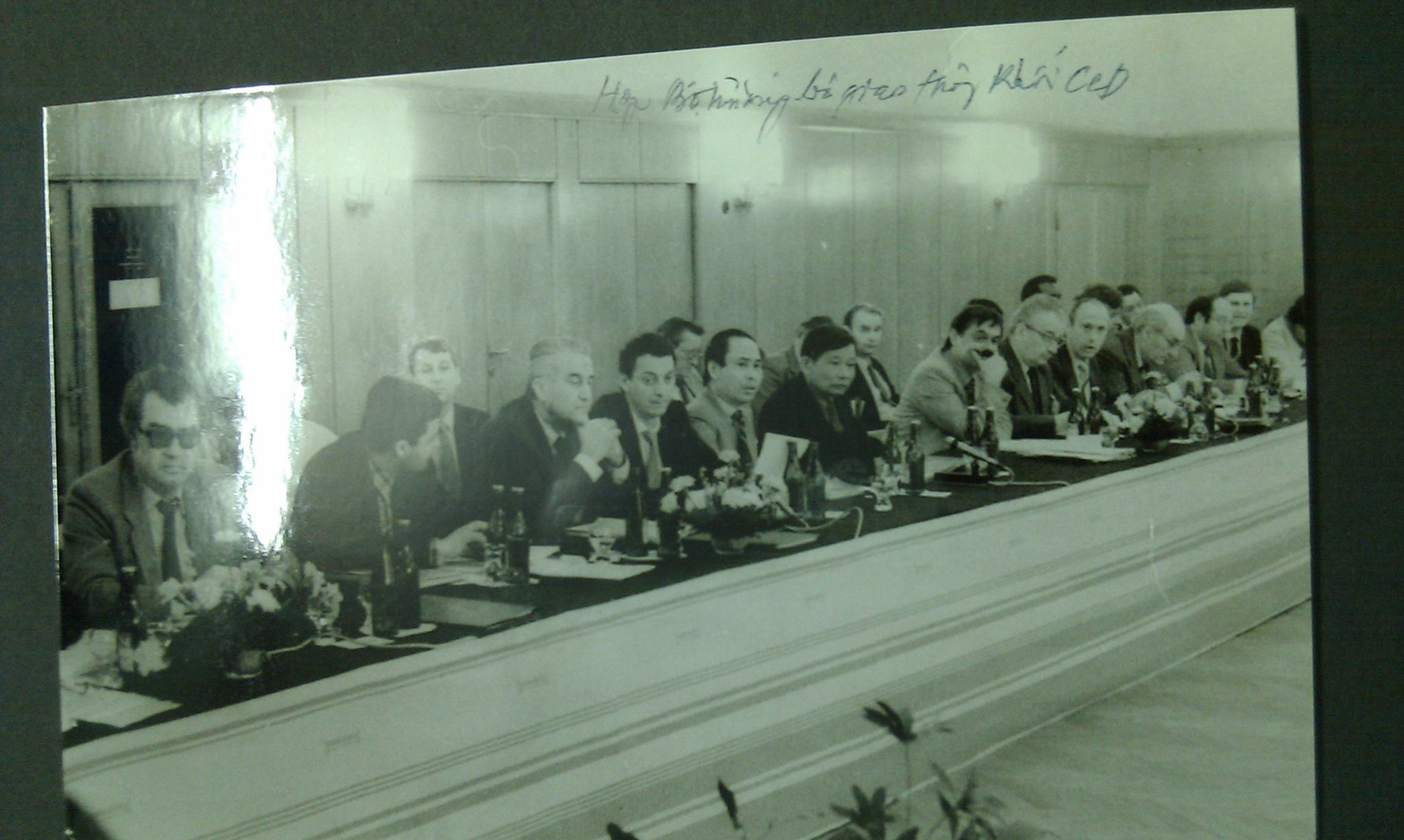
Hoàng Ngọc Diêu tại một cuộc họp quốc tế của các Bộ trưởng giao thông vận tải (thứ 6 từ trái sang).

Tháng 6 năm 1968, Tham mưu phó Quân chủng Phòng không Không quân
Tháng 10 năm 1969, Tham mưu trưởng Quân chủng Phòng không Không quân
Tháng 3 năm 1974, Phó Tư lệnh kiêm Tham mưu trưởng Quân chủng Phòng không Không quân 

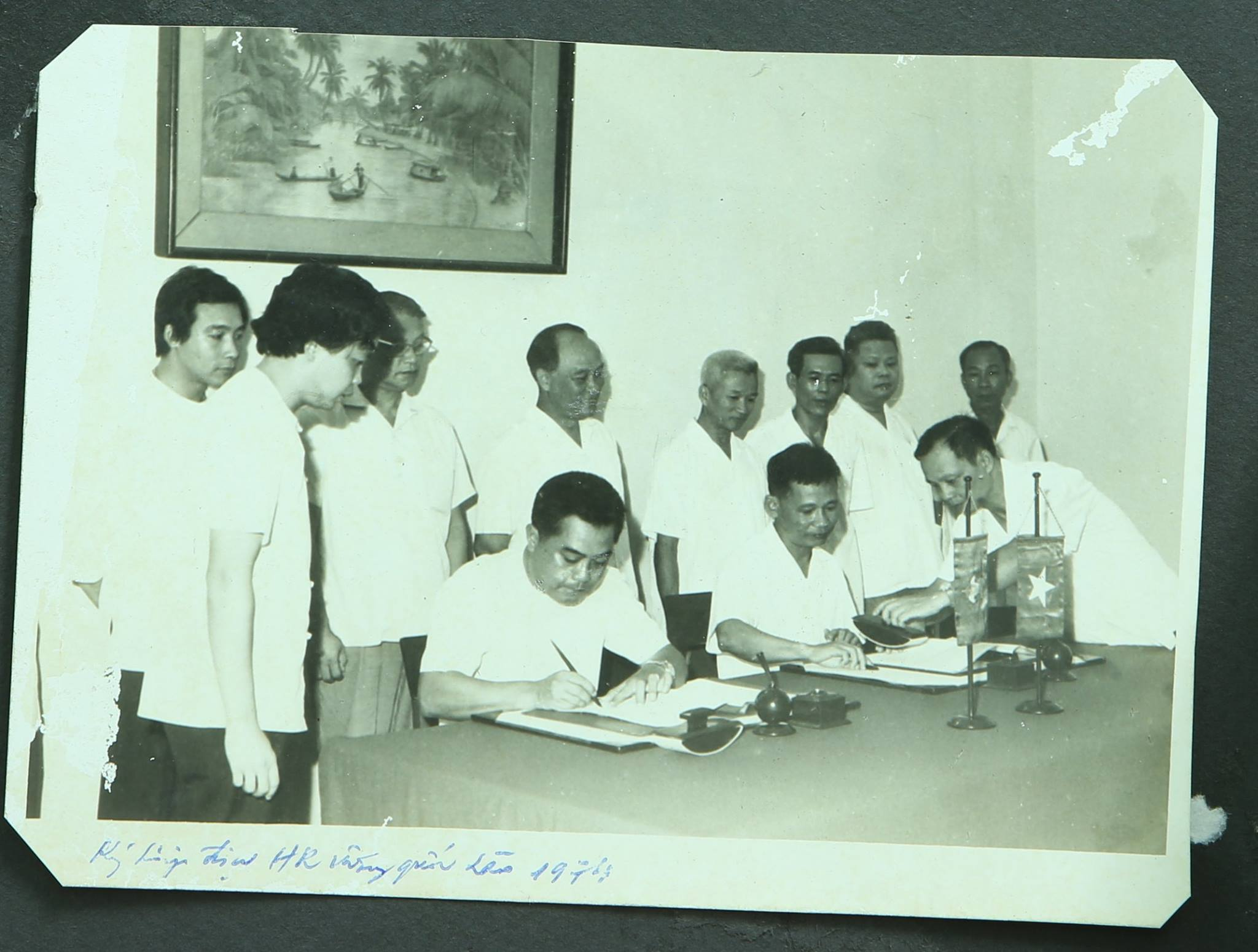
Hoàng Ngọc Diêu ký kết hợp tác với Cộng hòa dân chủ nhân dân Lào (1974, ngồi thứ nhất từ phải sang).

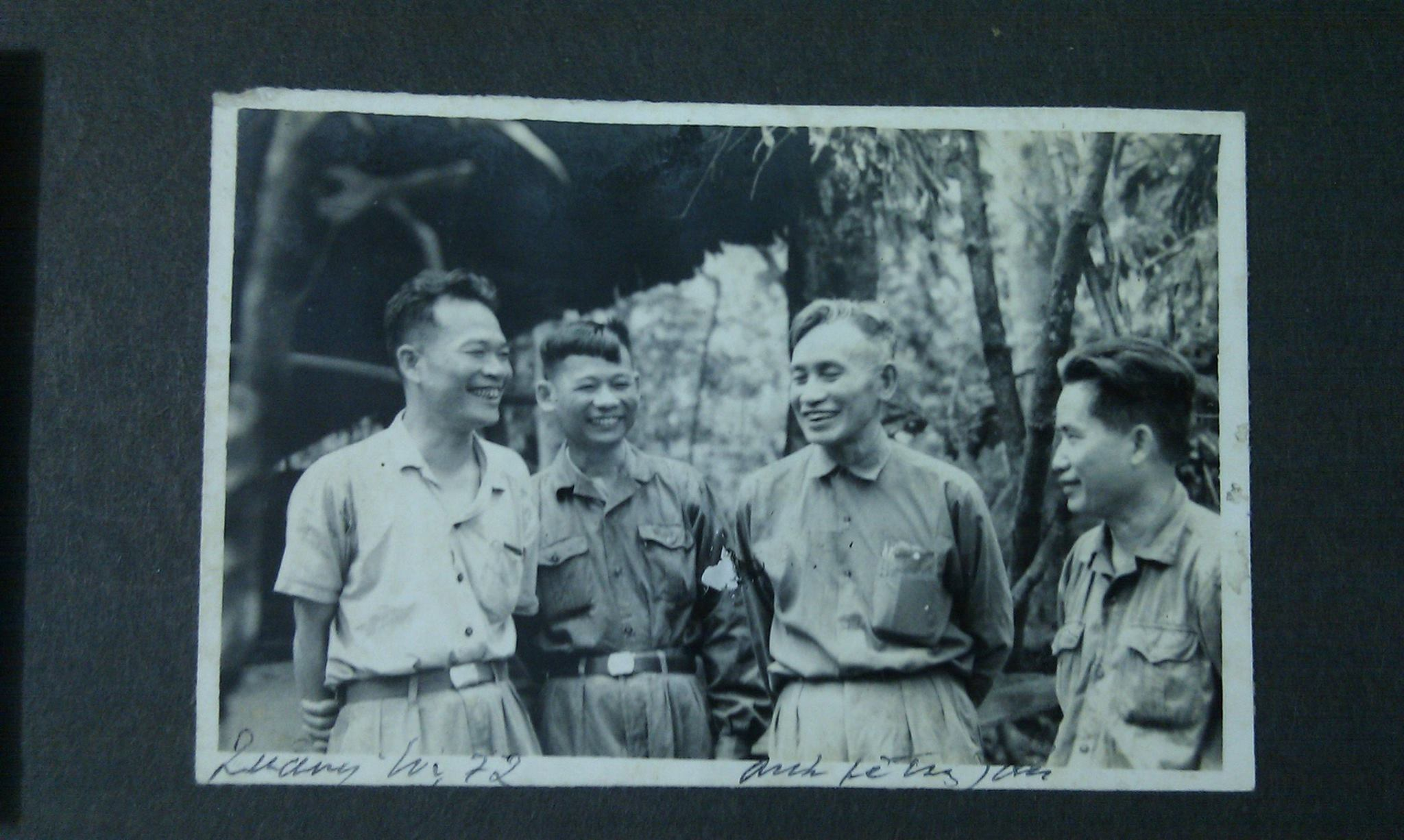
Hoàng Ngọc Diêu (thứ 2 từ trái sang) cùng Lê Trọng Tấn trong chiến dịch tiến công 1972

Tháng 12 năm 1975, ông chuyển sang làm Tổng cục trưởng Tổng cục Hàng không dân dụng Việt Nam.
Tháng 8 năm 1976, tiếp tục giữ chức vụ Phó Tư lệnh kiêm Tham mưu trưởng Quân chủng Phòng không Không quân.

Tháng 12 năm 1976, được cử đi học bổ túc tại Học viện Bộ Tổng Tham mưu Vô-rô-si-lốp của Liên Xô.
Tháng 6 năm 1977, Cục phó Cục Tác chiến Bộ Tổng Tham mưu.
Tháng 9 năm 1978, tiếp tục giữ chức vụ Tổng cục trưởng Tổng cục Hàng không dân dụng Việt Nam.
Tháng 7 năm 1981, là Phái viên Bộ Tổng Tham mưu
Tháng 7 năm 1987 tiếp tục giữ chức vụ Tổng cục trưởng Tổng cục Hàng không dân dụng Việt Nam.
Tháng 9 năm 1989, ông nghỉ hưu.
Ngày 18 tháng 10 năm 2020 ông qua đời tại nhà riêng.

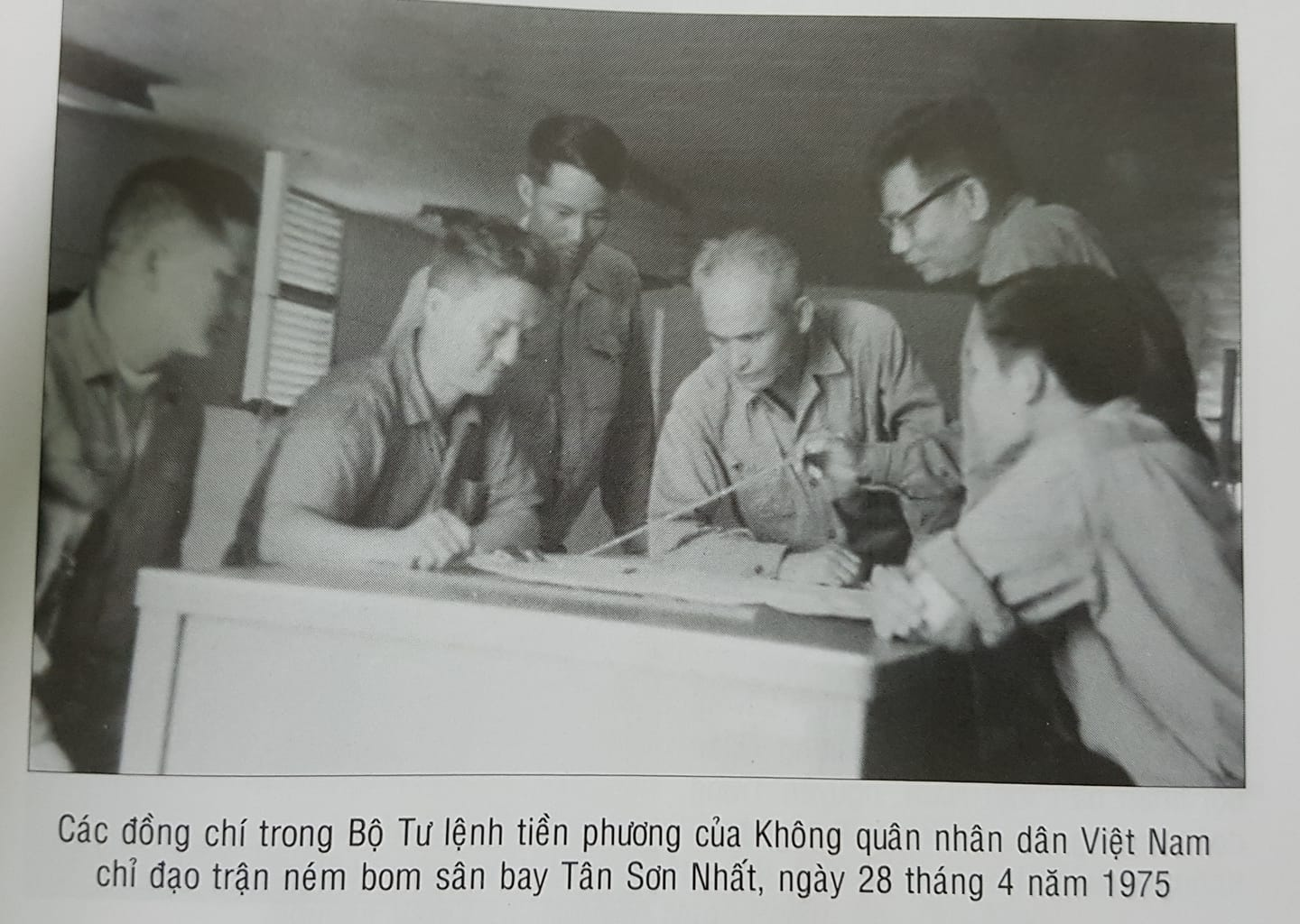

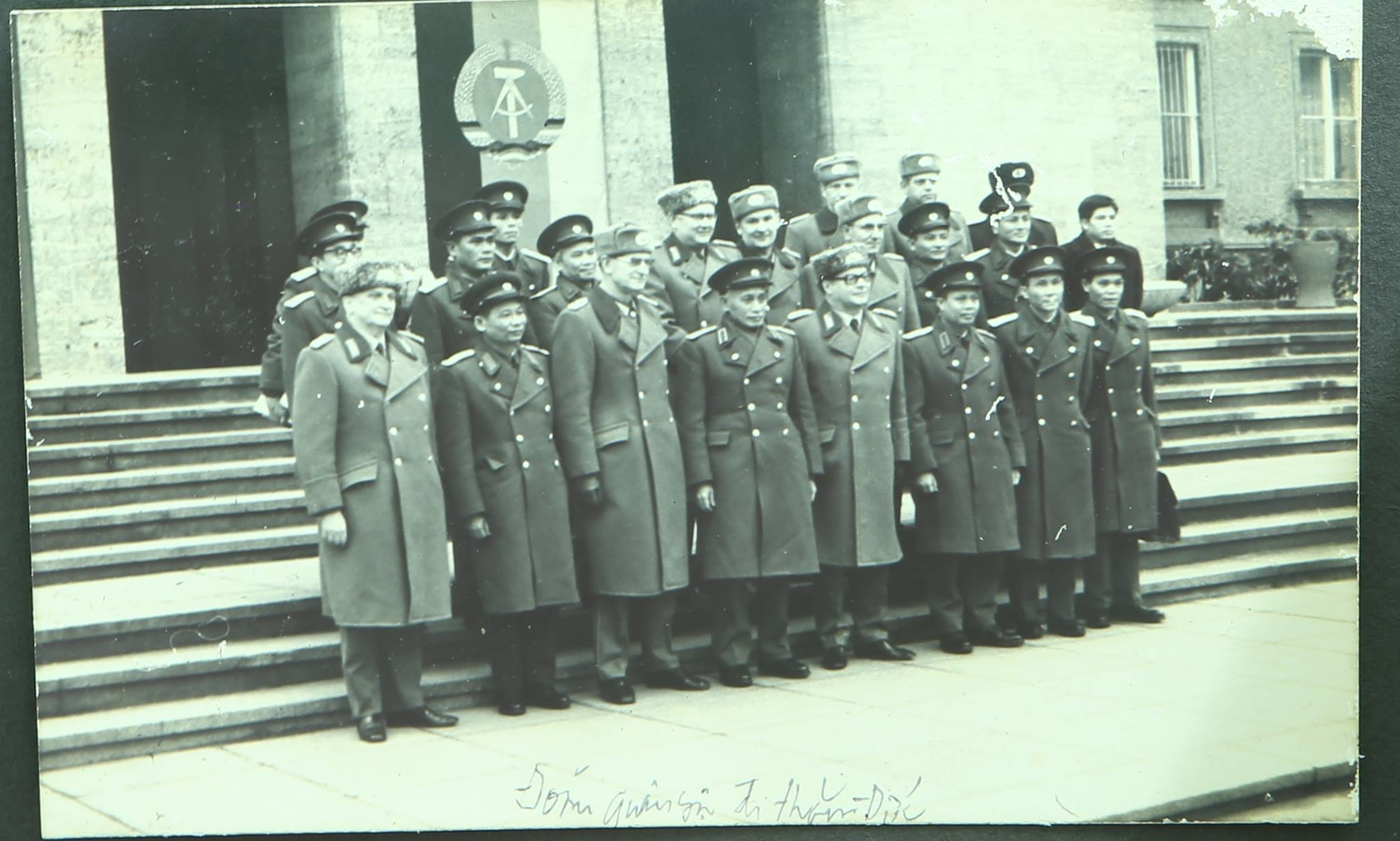
Hoàng Ngọc Diêu tại Đông Đức (thứ 2 từ trái sang hàng đầu)

Thiếu tướng (1.1979), Trung tướng (1.1986).

## Khen thưởng
• Huân chương Độc lập hạng Nhì

• Huân chương Quân công hạng Nhất
• Huân chương Quân công hạng Ba

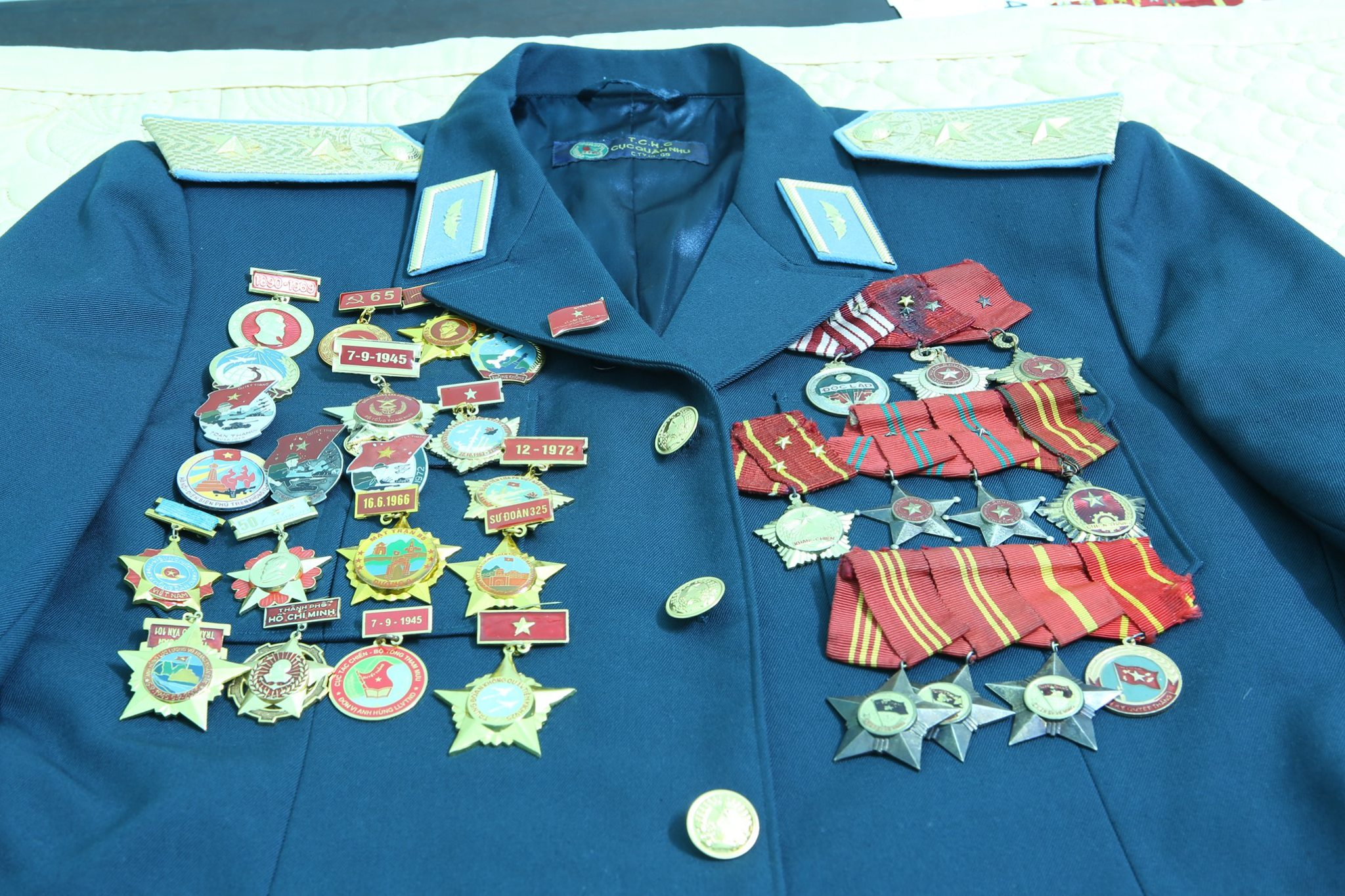
Huy chương của Trung tướng Diêu

• Huân chương Chiến công hạng (hạng Nhì, Ba)
• Huân chương Chiến thắng chống Pháp hạng Nhì
• Huân chương Kháng chiến chống Mỹ hạng Nhất
• Huân chương Chiến sĩ vẻ vang (hạng Nhất, Nhì, Ba)
• Huy chương Quân kỳ Quyết thắng
• Huy hiệu 75 năm tuổi Đảng